# St. Jakobus der Ältere (Ehingen)

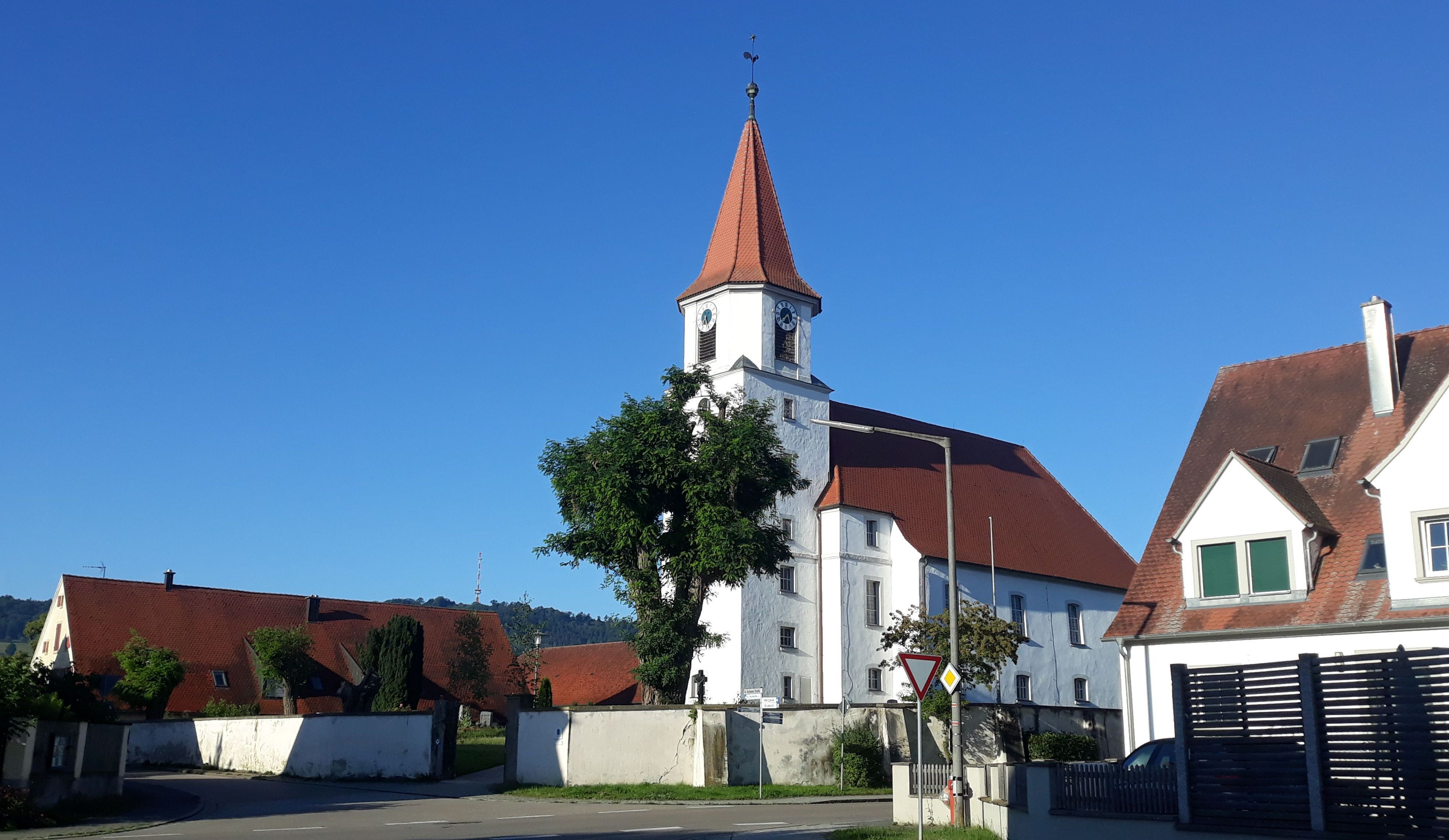
St. Jakobus der Ältere

Die evangelische Kirche St. Jakobus der Ältere ist ein denkmalgeschütztes Kirchengebäude, das in  Ehingen steht, einer Gemeinde im Landkreis Ansbach (Mittelfranken, Bayern). Das Bauwerk ist unter der Denkmalnummer D-5-71-141-3 als Baudenkmal in der Bayerischen Denkmalliste eingetragen. Die Pfarrei gehört zum Dekanat Wassertrüdingen im Kirchenkreis Ansbach-Würzburg der Evangelisch-Lutherischen Kirche in Bayern.

## Beschreibung
Die Saalkirche wurde bis 1662 nach der 1648 erfolgten Zerstörung des spätgotischen Vorgängerbaus unter Einbeziehung der Kapelle an der Südseite des Langhauses, die heute als Vestibül dient, errichtet. Das Langhaus hat im Osten einen eingezogenen Chor, vor dessen Ostseite der quadratische Choranschlussturm steht, der beim Wiederaufbau 1767–73 nach der Zerstörung durch einen Orkan um ein achteckiges Geschoss aufgestockt wurde, das die Turmuhr und den Glockenstuhl beherbergt. Darauf sitzt ein achtseitiger, spitzer Helm. Außerdem wurde in dieser Zeit das Langhaus verlängert und ihm ein Anbau vorgesetzt.